# Nikon Z6 III
 (décembre 2024).
Nikon Z6 II
Le Nikon Z6 III est un appareil photographique hybride plein format de moyenne gamme produit par Nikon. L'appareil a été annoncé le 17 juin 2024.

## Caractéristiques

### Capteur
Le Z6 III fait appel à un capteur de 24,5 millions de pixels. Il s'agit d'un capteur rétro-éclairé présentant la particularité d'être « semi-empilé », ce qui permet au Z6 III d'avoir une vitesse de lecture nettement supérieure à son prédécesseur, le Nikon Z6 II. Il permet une rafale de 120 images/seconde en JPEG, comme le Z9 et le Z8, mais en format DX de 10 millions de pixels.

### Processeur
Pour traiter l'image, le Z6 III utilise le processeur EXPEED 7, également utilisé par les Nikon Zf, Z8 et Z9,.

### Spécifications vidéo
Pour les vidéastes, le Z6 III permet l'enregistrement vidéo en 6K à 60 images/seconde. Il offre de plus l'enregistrement 4K à 120 images/seconde, et l'enregistrement en Full HD 1080p à 240 images/seconde. L'appareil offre par ailleurs des possibilités telles que le focus peaking, les zebras et des profils personnalisables pour permettre d'obtenir une qualité vidéo de niveau professionnel.

### Autofocus et détection de sujet
L'autofocus du Z6 III a recours à une intelligence artificielle « Deep Learning » pour améliorer la détection et le suivi du sujet. Ceci rend l'appareil hautement efficace pour reconnaitre et faire le point sur de nombreux sujets, notamment les visages humains, les animaux et les objets en déplacement. La détection des yeux par l'autofocus permet une mise au point précise sur les yeux humains, ce qui est particulièrement utile pour la photographie de portraits. 

## Galerie

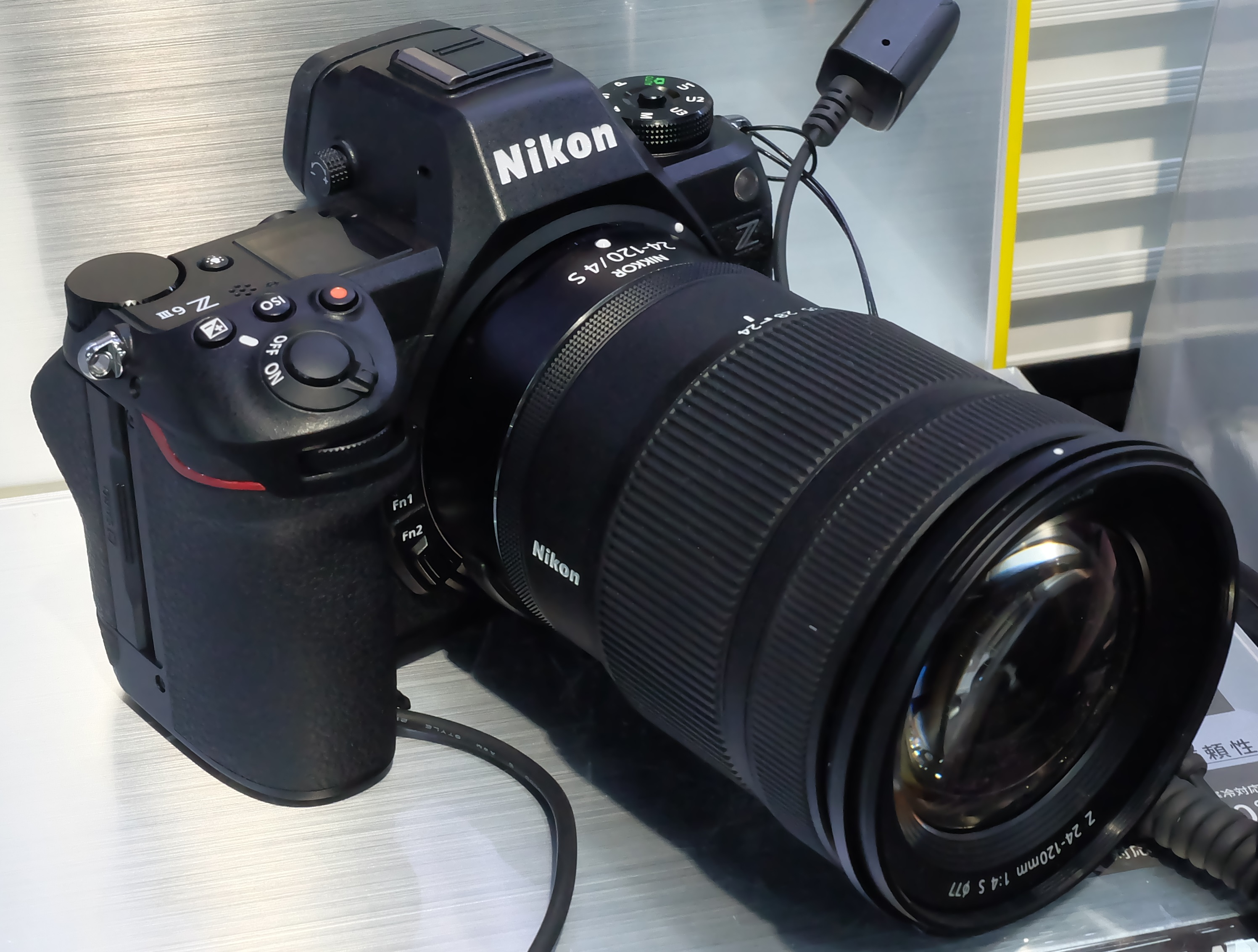
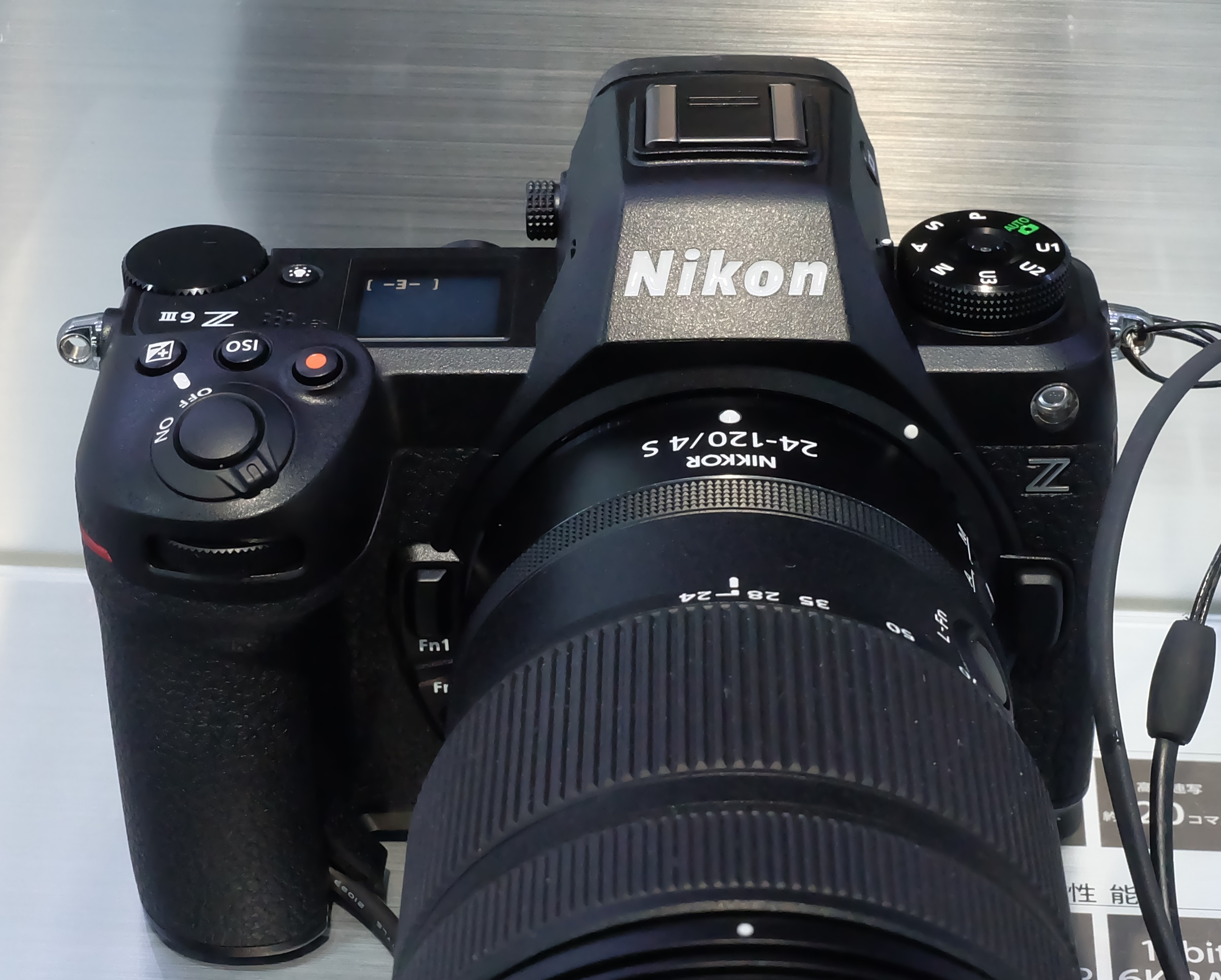
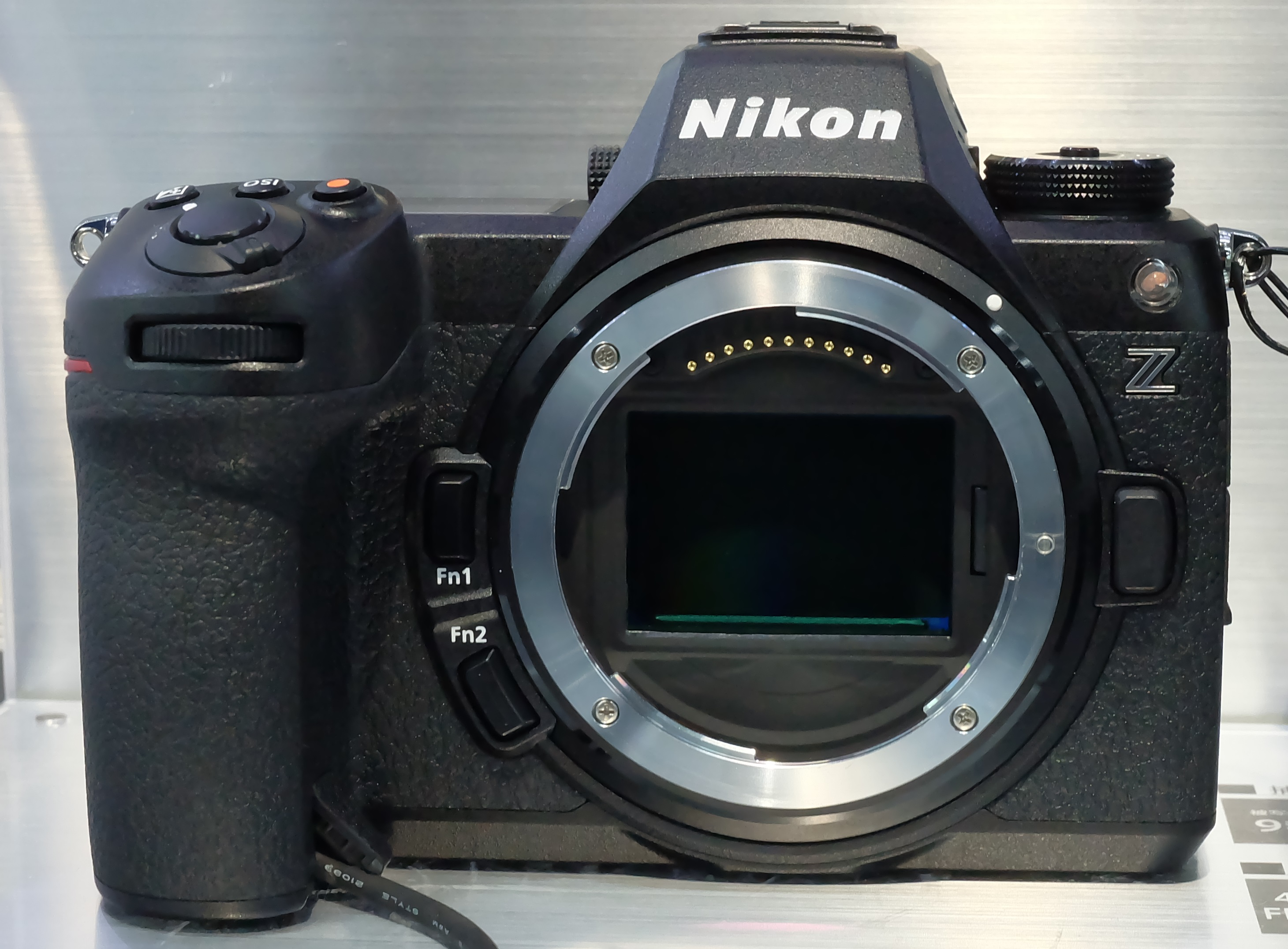
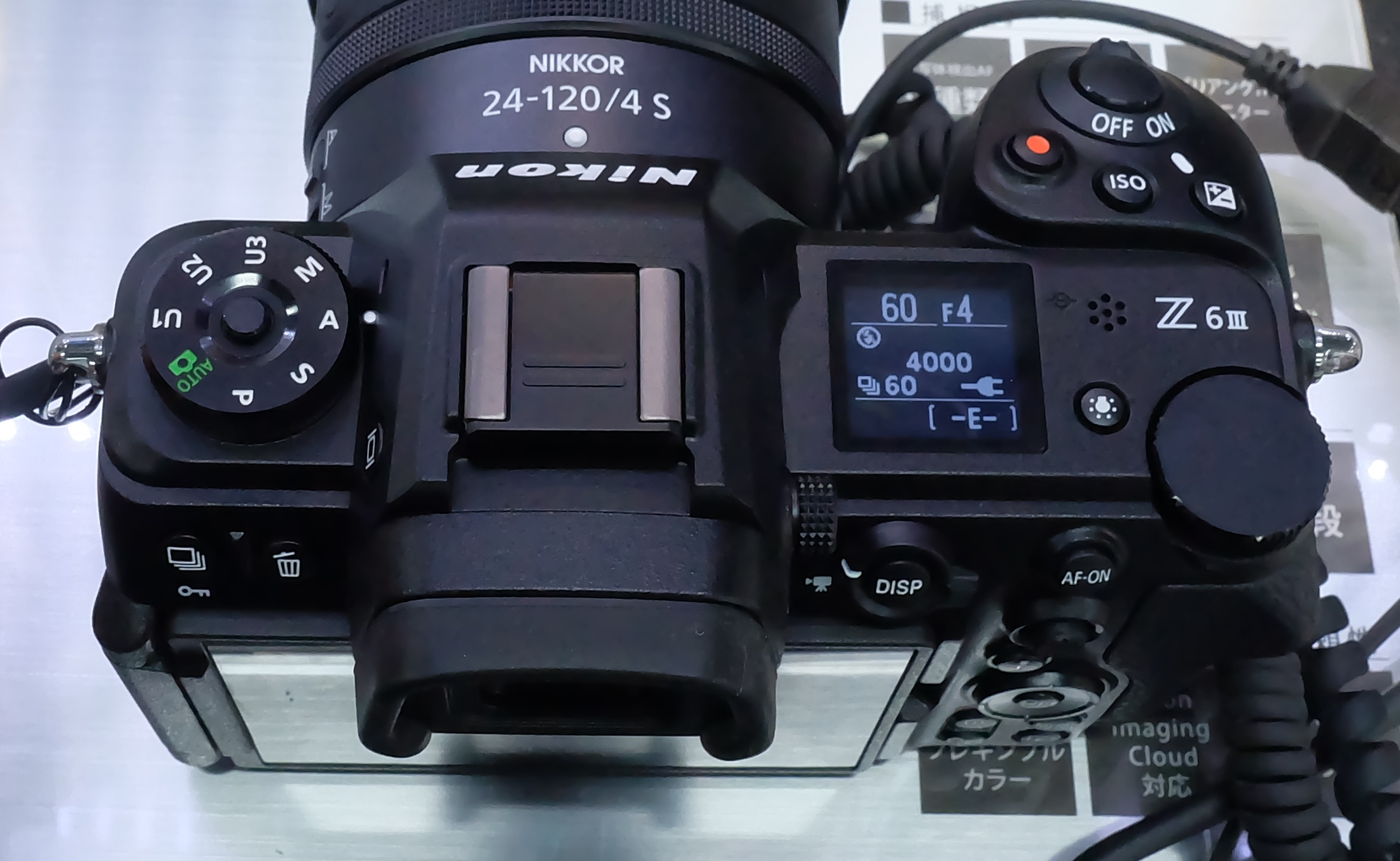
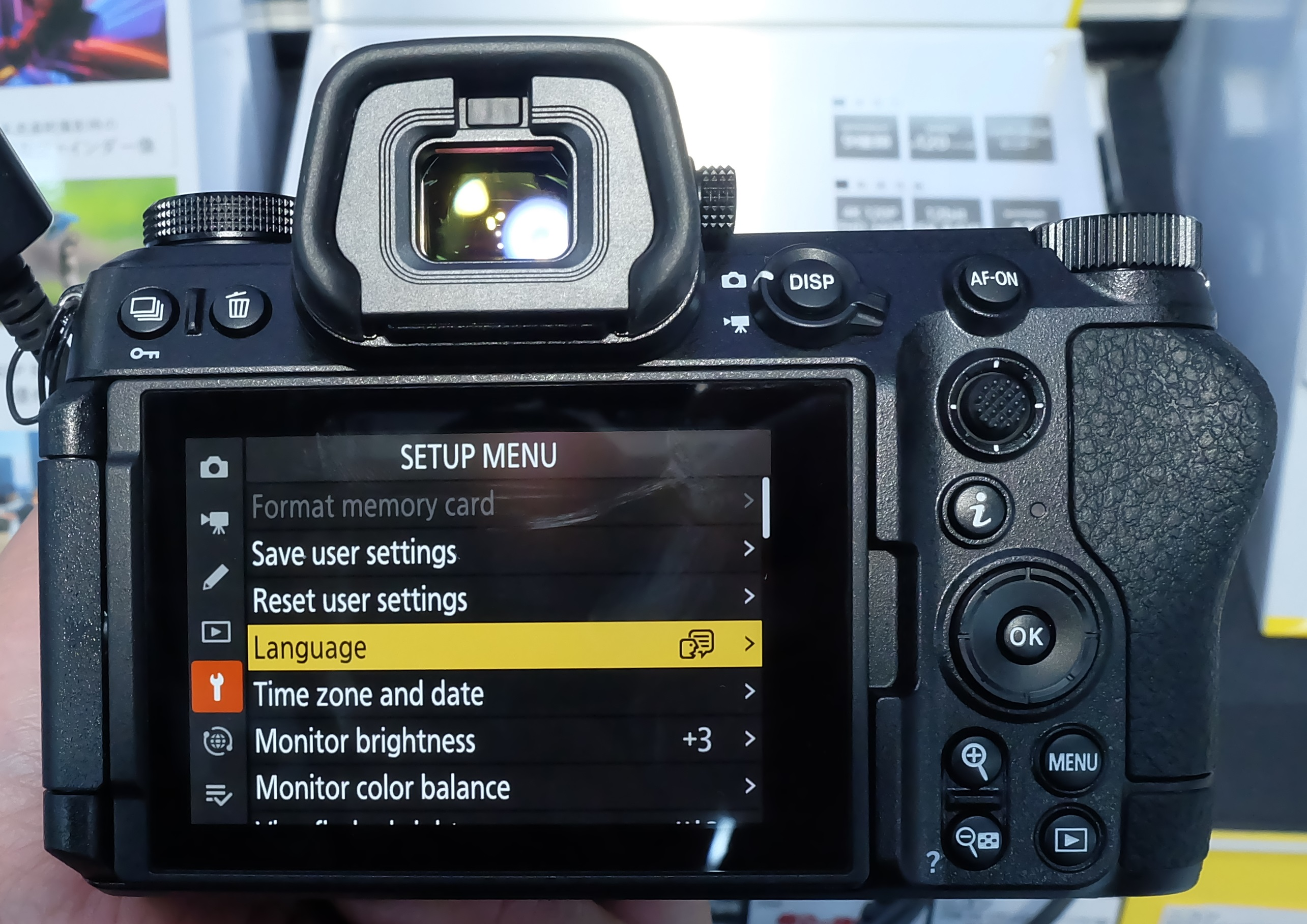
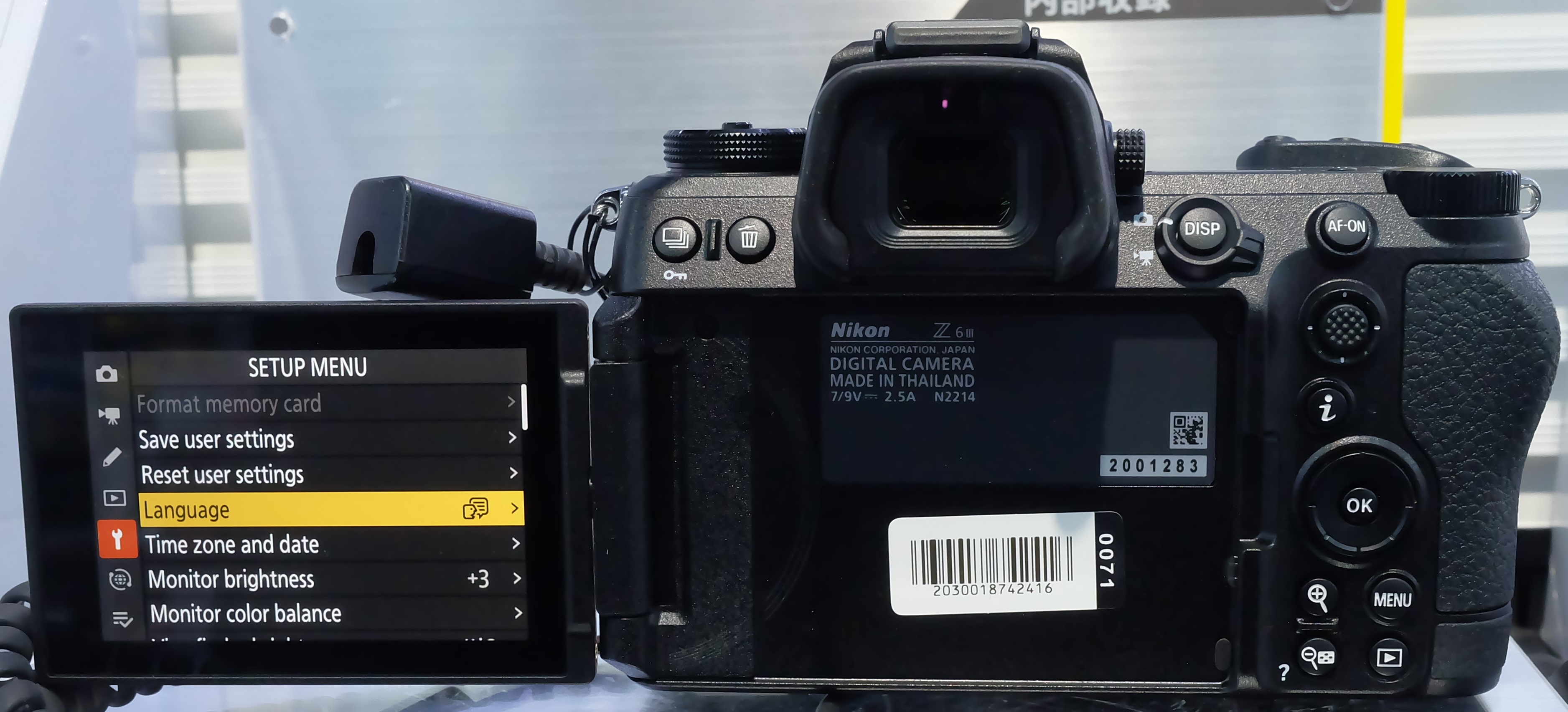
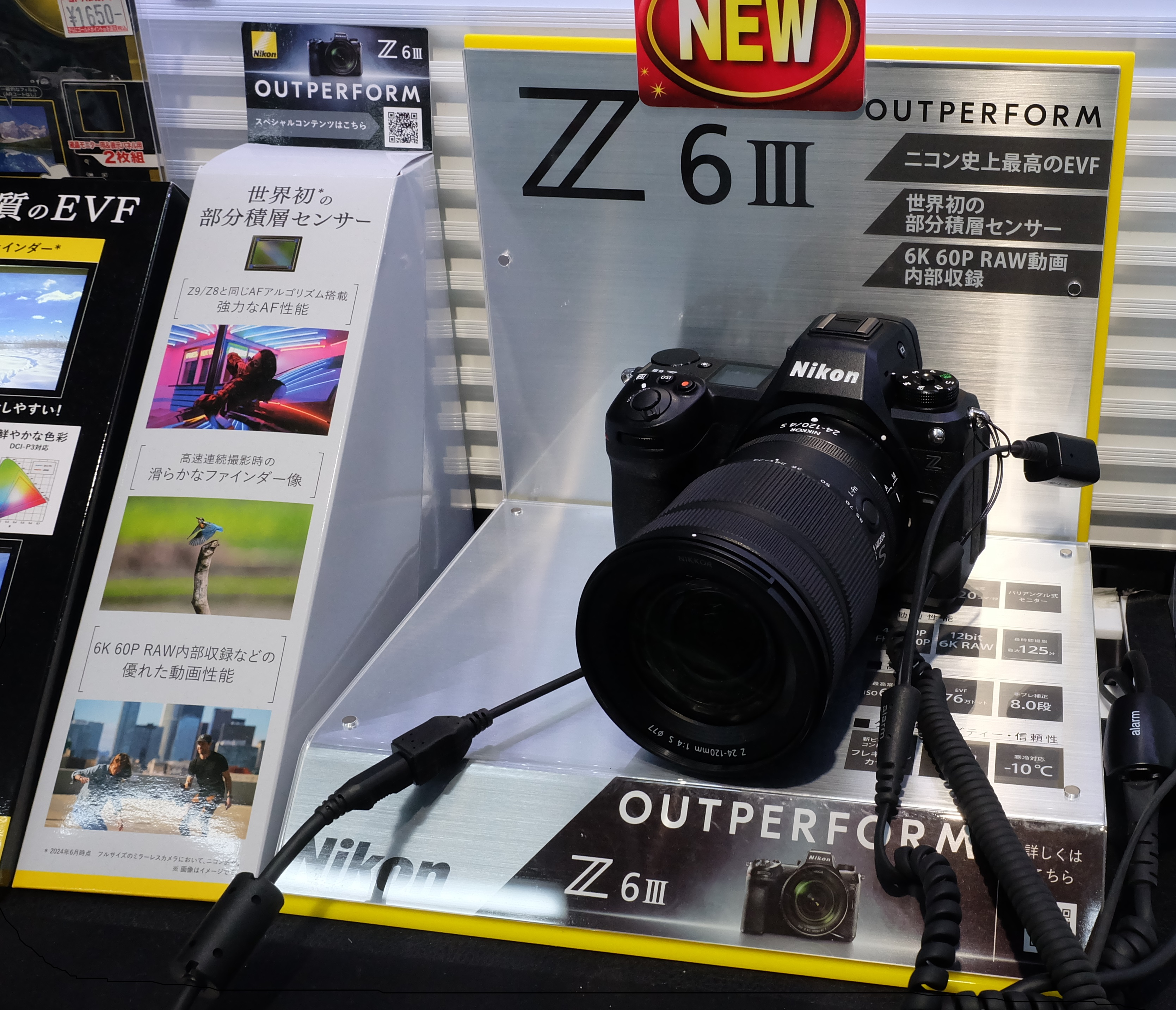